# ONU Dones
ONU Dones és una entitat de l'Organització de les Nacions Unides destinada a fomentar l'apoderament de les dones i la igualtat de gènere. Va ser establerta amb el nom d'entitat de l'ONU per la igualtat de gènere i l'apoderament de la dona l'any 2010 i va començar a ser operativa l'any següent. La seva actual directora executiva és la sud-africana Phumzile Mlambo-Ngcuka. En 2014 va crear el programa HeForShe.